# متلألئة ثلجية
متلألئة ثلجية (الاسم العلمي:Luzula nivalis) هي نوع من النباتات تتبع جنس المتلألئة من الفصيلة الأسلية. تم وصف هذا النوع من النبات علمياً لأول مرة من قبل كورت بوليكارب جواكيم سبرنغل ولارس ليفي لايستاديوس سنة 1825.

## التوزيع والموائل
توصف بأنها ذات توزيع ألبي وحول قطبي حيث أنها تنمو في جبال الألب وكذلك في المناطق القطبية في نصف الكرة الشمالي. الأماكن التي تنمو فيها تضم النرويج والسويد وفنلندا وسفالبارد.